# ISO 3166-2:SR

Surinam.

ISO 3166-2:SR es la entrada para Surinam en ISO 3166-2, parte de los códigos de normalización ISO 3166 publicados por la Organización Internacional de Normalización (ISO), que define los códigos para los nombres de las principales subdivisiones (p.ej., provincias o estados) de todos los países codificados en ISO 3166-1.
En la actualidad, para Surinam los códigos ISO 3166-2 se definen para 10 distritos.
Cada código consta de dos partes, separadas por un guion. La primera parte es SR, el código ISO 3166-1 alfa-2 para Surinam. La segunda parte tiene dos letras.

## Códigos actuales
Los nombres de las subdivisiones se ordenan según el estándar ISO 3166-2 publicado por la Agencia de Mantenimiento ISO 3166 (ISO 3166/MA).
Pulsa sobre el botón en la cabecera para ordenar cada columna.
| Código | Nombre de la subdivisión (nl, es) |
| ------ | --------------------------------- |
| SR-BR  | Brokopondo                        |
| SR-CM  | Commewijne                        |
| SR-CR  | Coronie                           |
| SR-MA  | Marowijne                         |
| SR-NI  | Nickerie                          |
| SR-PR  | Para                              |
| SR-PM  | Paramaribo                        |
| SR-SA  | Saramacca                         |
| SR-SI  | Sipaliwini                        |
| SR-WA  | Wanica                            |